# Óscar Bagüí
Óscar Dalmiro Bagüi Angulo (ur. 10 grudnia 1982 w Borbón) – ekwadorski piłkarz występujący na pozycji obrońcy w klubie Universidad Católica Quito.

## Kariera klubowa
Óscar Bagüí jest wychowankiem zespołu Olmedo Riobamba. W 2004 roku został wicemistrzem kraju, zdobywając z drużyną 2. miejsce na koniec sezonu ekwadorskiej Serie A. W styczniu 2008 przeniósł się do klubu Barcelona SC. Dwa sezony później trafił do ekipy Universidad Católica Quito

## Kariera reprezentacyjna
Bagüí w reprezentacji Ekwadoru zadebiutował w 2005 roku. W 2007 roku został powołany na Copa América 2007, gdzie jego zespół zajął ostatnie miejsce w grupie. On zaś rozegrał na tym turnieju wszystkie mecze: przeciwko Chile (2:3 i żółta kartka), Meksykowi (1:2) i Brazylii (0:1 i żółta kartka).

### Statystyki reprezentacyjne
| Reprezentacja | Rok  | Mecze | Gole |
| ------------- | ---- | ----- | ---- |
| Ekwador       | 2007 | 14    | 0    |
| Ekwador       | 2005 | 3     | 0    |

Ostatnia aktualizacja: 28 maja 2010.